# 7-es busz (Budapest)
A budapesti 7-es jelzésű autóbusz Újpalota, Nyírpalota út és Albertfalva vasútállomás között közlekedik. A buszjárat összeköt több vasútállomást, az M2-es, az M3-as és az M4-es metrót, valamint számtalan autóbusz-, trolibusz-, illetve villamosvonalat. Ezenkívül megközelíthető vele a Péterfy, a Szent Rókus és a Szent Imre Kórház. A viszonylatot a BKK megrendelésére a Budapesti Közlekedési Zrt. üzemelteti.

## Története
Az első 7-es jelzésű buszjárat 1927. június 5-én indult meg az óbudai Fő tér és az óbudai temető között, a mai 218-as busz vonalának egy szakaszán. Ezt a járatot 1933. december 16-án trolibusz váltotta fel azonos jelzéssel. A troli jelzését 1936. február 21-én T-re változtatták.
1936. május 1-jén új autóbuszjárat indult 7-es jelzéssel az Eskü tér (ma Március 15. tér) és a Keleti pályaudvar között. November 30-án meghosszabbították az Erzsébet hídon Budára, a Fő utcán és a Királyhegy utcán keresztül már a Bimbó útig járt. December 7-én a másik végállomása is módosult, és a Hungária körútig közlekedett. A világháború miatt 1940. július 2-án leállt a forgalom a vonalon. Július 17-én újraindították, de augusztus 24-én újra meg kellett szüntetni, mert a honvédség több mint 100 autóbuszt lefoglalt. Október 1-jén sikerült a vonalon elindítani a járműveket, majd 1941. április 7-étől május 8-áig és 1941. október 16-ától 1947. február 2-áig újra szüneteltették. 1947-ben a Hungária körút és a Móricz Zsigmond körtér között indították újra, a Thököly utat, Rákóczi utat, Szabadság hidat és Bartók Béla utat érintve. 1947. november 16-ától a budai végállomását áthelyezték a Karolina köröndre (ma Karolina út és Bartók Béla út kereszteződése).
1947. november 25-én elindult a 7-es jelzésű operai járat a korábbi 1-es operai járat helyett az Andrássy út és a Lenke tér (ma Kosztolányi Dezső tér) között. 1947. december 6-án 7-es jelzésű színházi járatot is bevezettek, ez a Wesselényi utcai Magyar Színház és a Karolina út között. Ezek a buszok színházi és operai előadások után segítettek elszállítani az utasokat. Miután rátértek a 7-es vonal útvonalára, normál forgalmi kocsiként közlekedtek tovább.
1948. július 12-én a zuglói sorompó megszüntetésével egy időben meghosszabbították a Nagy Lajos király útjáig (ma kb. Bosnyák tér környéke).
1948. szeptember 6-án a belvárosi szakaszon tapasztalható utasszám-növekedés miatt a Hungária körút és az Apponyi tér (ma Ferenciek tere) között betétjáratot indítottak, de még külön jelzés nélkül.
1949. június 13-ától a Karolina körönd helyett a Kosztolányi Dezső térre helyezték át a budai végállomását, korábbi útvonalán elindult a 7A jelzésű járat. Mivel a hosszabb útvonalon közlekedő járat betétjárati jelzése zavaró volt, ezért 1949. december 25-én a két vonal jelzését felcserélték, a 7-es busz újra a Karolina köröndig járt, míg a 7A a Kosztolányi Dezső térig.
1950. július 24-én a 7-es buszt a Kosztolányi Dezső térig rövidítették, a 7A jelzésű betétjárat megszűnt. A kieső szakaszt az új 53-as busz szolgálta ki. Később labdarúgó mérkőzések idején többször indítottak 7A és 7B jelzésű sűrítő járatokat, a 7A a Móricz Zsigmond körtér és a Hungária körút, míg a 7B a Felszabadulás tér és a Hungária körút között közlekedett.
1958. július 20-ától a nyár végéig vasárnap estéken az 1-es busz útvonalán a Kelenföldi pályaudvarig meghosszabbított útvonalon közlekedett a vasúttal utazók jobb kiszolgálása miatt.
1959. augusztus 10-én a korábban 92-es jelzésű járat a 7C jelzést kapta és az Öv utca és a Kelenföldi pályaudvar között közlekedett.
1960. augusztus 29-én a 7-es és 7C járatok jelzését felcserélték, a 7-es busz az Öv utca és a Kelenföldi pályaudvar között, a 7C pedig a Bosnyák tér és a Kosztolányi Dezső tér között járt. A 7-es buszt 1962. október 1-jén meghosszabbították Zuglóban, de végállomása maradt az Öv utcánál.
1964. augusztus 24-én átadták az új Bosnyák téri végállomást, a 7C is azóta innen indult. November 21-én átadták az újjáépített Erzsébet hidat is, a 7-es és 7C járatok a Szabadság híd helyett a Felszabadulás tér (ma: Ferenciek tere)—Szabad sajtó út—Erzsébet híd—Gellért rakpart—Gellért tér útvonalon jártak.
1968. október 14-én a 7C járatot a Bornemissza térig hosszabbították. 1970. április 2-án átadták az M2-es metróvonal első szakaszát, ezzel összefüggésben a 7-es buszokat az Egressy út–Lumumba (ma Róna) utca–Szugló utca útvonalra helyezték át. 1971. október 1-jén 107-es jelzéssel új gyorsjárat indult az Öv utca és a Kelenföldi pályaudvar között, a 7-es buszt pedig megszüntették. 1972. december 22-én az M2-es metróvonal második szakaszának átadásával egy időben 7A jelzésű betétjárat indult a Baross tér és a Bornemissza tér között.
1977. január 1-jén újraindult a 7-es busz a 7C jelzésű járat helyett, változatlanul a Bosnyák tér és a Bornemissza tér között, a 7A nem módosult, a 107-es gyorsjárat pedig a 7-es jelzést kapta. 1983. augusztus 1-jén a 7A buszt a Forgalmi utcáig (ma Albertfalva vasútállomás) hosszabbították, így a betétjárat újra hosszabb lett az alapjáratnál.
2003. június 24. és július 8. között 7M jelzéssel információs busz közlekedett a Baross tér és az Etele tér között, melyen az M4-es metróvonalról szóló tájékoztatót lehetett olvasni. Az Irisbus Agora típusú busz reggel 6 és este 8 óra között közlekedett, és a 7-es busz megállóiban állt meg.
2005. december 3-án a 7-es és 73-as buszcsaládot jelentősen módosították: a 7A járat megszűnt, a 7-est viszont meghosszabbították Albertfalva, Forgalmi utcáig.
2008. augusztus 21-én a 7-es jelzésű gyorsjárat a 7E jelzést kapta és változatlanul a Kelenföldi pályaudvar és a Bosnyák tér között járt.
2010. december 12-én a 7-es busz budai végállomása megkapta mai nevét: Albertfalva vasútállomás.
A 7-es autóbuszcsalád 2005. december 3. és 2013. május 31. között:
- 7: Albertfalva vasútállomás – Bornemissza tér – Kelenföld, városközpont – Bosnyák tér
- 7E (2008. augusztus 21. előtt 7-es busz): Kelenföld vasútállomás – Kelenföld, városközpont – Bosnyák tér
- 173 (2008. augusztus 21. előtt 73-as busz): Bornemissza tér – Kelenföld, városközpont – Bosnyák tér – Újpalota, Nyírpalota út
- 173E (2008. augusztus 21. előtt 173-as busz): Kelenföld vasútállomás – Kelenföld, városközpont – Bosnyák tér – Újpalota, Nyírpalota út

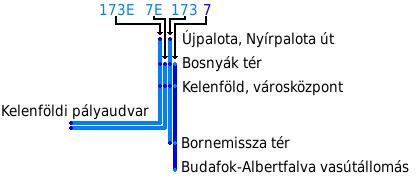
A 7-es buszcsalád 2008. augusztus 21. és 2013. május 31. közötti vonalai

2013. június 1-jén újabb átszervezés történt, a 7-es és 7E buszokat Újpalota, Nyírpalota útig hosszabbították a megszűnő 173-as és 173E buszok helyett. Újraindult a 7A betétjárat a Bosnyák tér és a Bornemissza tér között. 107E jelzéssel új gyorsjárat indult a 7E útvonalán, csak a megállókiosztásban volt köztük eltérés. A Cinkotai autóbuszgarázstól Újpalota, Nyírpalota útig közlekedő 173G jelzésű garázsmeneti autóbusz pedig a 7G jelzést kapta.
7: Albertfalva vasútállomás – Bornemissza tér – Kelenföld, városközpont – Bosnyák tér – Újpalota, Nyírpalota út
7A: Bornemissza tér – Kelenföld, városközpont – Bosnyák tér
7E: Kelenföld vasútállomás – Kelenföld, városközpont – Bosnyák tér – Újpalota, Nyírpalota út
107E: Kelenföld vasútállomás – Kelenföld, városközpont – Bosnyák tér – Újpalota, Nyírpalota út
2014. március 29-én az M4-es metróval kapcsolatos hálózati átszervezések miatt a 7-es buszcsalád is átalakult. A Kelenföld vasútállomás csak átszállással érhető el. A 7A megszűnt, a 7E busz útvonala a Blaha Lujza térig rövidült, a 107E-ből alapjárat lett, a Bornemissza térig rövidült és a 7-essel együtt a követése jelentősen ritkult.
7: Albertfalva vasútállomás – Bornemissza tér – Bikás park – Bosnyák tér – Újpalota, Nyírpalota út
7E: Blaha Lujza tér – Bosnyák tér – Újpalota, Nyírpalota út
107: Bornemissza tér – Bikás park – Bosnyák tér – Újpalota, Nyírpalota út
2015. január 17-én a 7-es vonalon állt forgalomba Budapesten az első Volvo 7900A Hybrid autóbusz a T&J Busz Projekt üzemeltetésében. A hibridbuszok 2016. július 8-án közlekedtek utoljára a vonalon.
2016. június 3-án üzemzárással megszűnt a 107-es busz, helyette másnaptól a 7-es busz sűrűbben közlekedik, a 114-es buszcsalád a Tétényi útra terelve a Móricz Zsigmond körtérig hosszabbodott, illetve a Rákóczi út - Thököly út tengelyen új gyorsjáratok indultak 8E és 108E jelzéssel.
2018 és 2019 szilveszterén egész éjjel közlekedett.
2020. augusztus 27-étől a Bartók Béla úton a villamospályán közlekedik, és megáll a Gárdonyi térnél is.
2022. augusztus 6-ától hétvégente és ünnepnapokon a viszonylat budai szakaszán kizárólag az első ajtón lehet felszállni az autóbuszokra, ahol a járművezető ellenőrzi az utazási jogosultságot.

## Útvonala
| Albertfalva vasútállomás felé |
| Újpalota, Nyírpalota út vá. – Nyírpalota út – Drégelyvár utca – felüljáró – Csömöri út – Bosnyák tér – Thököly út – Baross tér – Rákóczi út – Kossuth Lajos utca – Ferenciek tere – Szabad sajtó út – Erzsébet híd – Szent Gellért rakpart – Szent Gellért tér – Bartók Béla út – Tétényi út – Sáfrány utca – Ljubljana tér – Albertfalva vasútállomás vá. |
| Újpalota, Nyírpalota út felé |
| Albertfalva vasútállomás vá. – Ljubljana tér – Sáfrány utca – Tétényi út – Bartók Béla út – Szent Gellért tér – Szent Gellért rakpart – Erzsébet híd – Szabad sajtó út – Ferenciek tere – Kossuth Lajos utca – Rákóczi út – Baross tér – Thököly út – Bosnyák tér – Csömöri út – felüljáró – Drégelyvár utca – Nyírpalota út – Újpalota, Nyírpalota út vá. |

## Megállóhelyei
| 0  | Újpalota, Nyírpalota út végállomás  | 55 | 7E, 8E, 46, 96, 108E, 130, 133E, 146, 196, 196A, 296, 296A | |
| 1  | Vásárcsarnok                        | 53 | 69 7E, 8E, 46, 96, 108E, 130, 133E, 146, 196, 196A, 296, 296A | Vásárcsarnok |
| 3  | Fő tér                              | 52 | 69 7E, 8E, 46, 96, 108E, 130, 133E, 196, 196A, 296, 296A | |
| 4  | Madách utca                         | 51 | | |
| 5  | Apolló utca                         | 49 | 8E, 108E, 231, 231B, 277 | |
| 6  | Molnár Viktor utca                  | 48 | 7E, 8E, 108E, 133E, 277 S76 (Újpalota) | |
| 8  | Cinkotai út                         | 46 | 8E, 108E, 277 | |
| 9  | Miskolci utca / Csömöri út          | 45 | 81 133E, 277 | |
| 10 | Rákospatak utca / Csömöri út        | 44 | 110, 112, 277 | MTK Lantos Mihály Sportközpont                                                                                            |
| 12 | Bosnyák tér                         | 42 | 3, 62, 62A 7E, 8E, 32, 108E, 110, 112, 124, 125, 133E, 277 | Evangélikus Hittudományi Egyetem, Páduai Szent Antal-plébániatemplom, Vásárcsarnok, Zugló kocsiszín                       |
| 13 | Tisza István tér                    | 40 | 82, 82A 8E, 108E, 110, 112, 133E | |
| 14 | Amerikai út                         | 38 | 110, 112 | |
| 15 | Zugló vasútállomás                  | 37 | 1, 1A 72 5, 7E, 8E, 108E, 110, 112, 133E S21 S50 G50 Z50 IC, sebesvonat, gyorsvonat                                                                                      | Budapest Környéki Törvényszék, Zugló megállóhely                                                                          |
| 17 | Stefánia út / Thököly út            | 35 | 72, 75 5, 110, 112 | |
| 18 | Cházár András utca                  | 34 | 5, 110, 112 | Récsei Center |
| 19 | Reiner Frigyes park                 | 33 | 5, 30, 30A, 110, 112, 133E, 230 | |
| 21 | Keleti pályaudvar M                 | 31 | 23, 24 73, 76, 78, 79, 80 5, 7E, 8E, 20E, 30, 30A, 107, 108E, 110, 112, 133E, 230 G10 S60 G60 Z60 S80 G80 IC, EC, EN, InterRégió, sebesvonat, gyorsvonat, expresszvonat, | Keleti pályaudvar, Metróállomás, Autóbusz-állomás, Trolibusz-állomás                                                      |
| 22 | Huszár utca                         | 29 | 73, 76, 79 5, 107, 110, 112 | Fiumei úti felüljáró |
| 24 | Blaha Lujza tér M                   | 28 | 4, 6, 28, 28A, 37, 37A, 62 74 5, 7E, 8E, 99, 107, 108E, 110, 112, 133E, 217E                                                                                             | Corvin Áruház, Europeum, Fogyasztóvédelmi Főosztály, Metróállomás, Szent Rókus Kórház                                     |
| 26 | Uránia                              | 26 | 74 5, 8E, 107, 108E, 110, 112, 133E | Uránia Nemzeti Filmszínház, Szent Rókus Kórház                                                                            |
| 27 | Astoria M                           | 25 | 47, 48, 49 72, 74 5, 8E, 9, 107, 108E, 110, 112, 133E | Astoria Szálló, Metróállomás, Puskin Mozi                                                                                 |
| 29 | Ferenciek tere M                    | 23 | 5, 8E, 15, 107, 108E, 110, 112, 133E | Katona József Színház, Metróállomás                                                                                       |
| 30 | Március 15. tér                     | 22 | 2, 2B, 23 5, 8E, 15, 107, 108E, 110, 112, 133E | Erzsébet híd, Belvárosi plébániatemplom                                                                                   |
| 31 | Rudas Gyógyfürdő                    | 20 | 19, 41, 56, 56A 8E, 107, 108E, 110, 112 | Gellért-hegy, Erzsébet híd, Rudas gyógyfürdő                                                                              |
| 33 | Szent Gellért tér – Műegyetem M     | 18 | 19, 41, 47, 48, 49, 56, 56A 107, 133E | Budapesti Műszaki és Gazdaságtudományi Egyetem, Gellért-hegy, Gellért Szálló és Fürdő, Metróállomás, Szabadság híd        |
| 34 | Gárdonyi tér                        | 17 | 19, 41, 47, 48, 49, 56, 56A | |
| 36 | Móricz Zsigmond körtér M            | 16 | 6, 17, 19, 41, 47, 48, 49, 56, 56A, 61 27, 33, 33A, 58, 114, 213, 214, 240                                                                                               | Budai Ciszterci Szent Imre Gimnázium, Feneketlen-tó, Gomba, József Attila Gimnázium, Metróállomás, Szent Margit Gimnázium |
| 38 | Kosztolányi Dezső tér               | 13 | 19, 49 53, 58, 114, 150, 150B, 153, 154, 212, 212A, 212B, 213, 214, 240                                                                                                  | Feneketlen-tó |
| 40 | Karolina út                         | 11 | 19, 49 58, 114, 153, 213, 214 | Vasúti felüljáró |
| 41 | Szent Imre Kórház                   | 10 | 58, 114, 153, 213, 214 | Szent Imre Kórház |
| 42 | Tétényi út 30.                      | 9  | 58, 114, 153, 213, 214 | |
| 44 | Bikás park M                        | 8  | 1 58, 114, 153, 213, 214 689, 691 | Bikás-domb, Metróállomás, Üzletközpont                                                                                    |
| 46 | Puskás Tivadar utca                 | 6  | 114, 153, 214 | |
| 47 | Bornemissza tér                     | 5  | 114, 153, 214 | |
| ∫  | Andor utca / Tétényi út             | 4  | 114, 153, 214 | |
| 49 | Csurgói út                          | 3  | 114, 214 | |
| 50 | Nyírbátor utca                      | 2  | | |
| 51 | Herend utca                         | 1  | | |
| 52 | Fonyód utca / Sáfrány utca          | 0  | | |
| 53 | Albertfalva vasútállomás végállomás | 0  | 17, 41, 47, 48, 56 58, 114, 213, 214 S30 G30 S34 S35 S36 | Albertfalva megállóhely                                                                                                   |

## A kultúrában
A 7-es busz szerepel a Republic A madárjós vakáción című dalának refrénjében. A dalszövegben elhangzik a Ferenciek tere megállónál található Jégbüfé és a Párizsi udvar neve, ami egyértelművé teszi, hogy a budapesti járatról van szó.

## Képgaléria

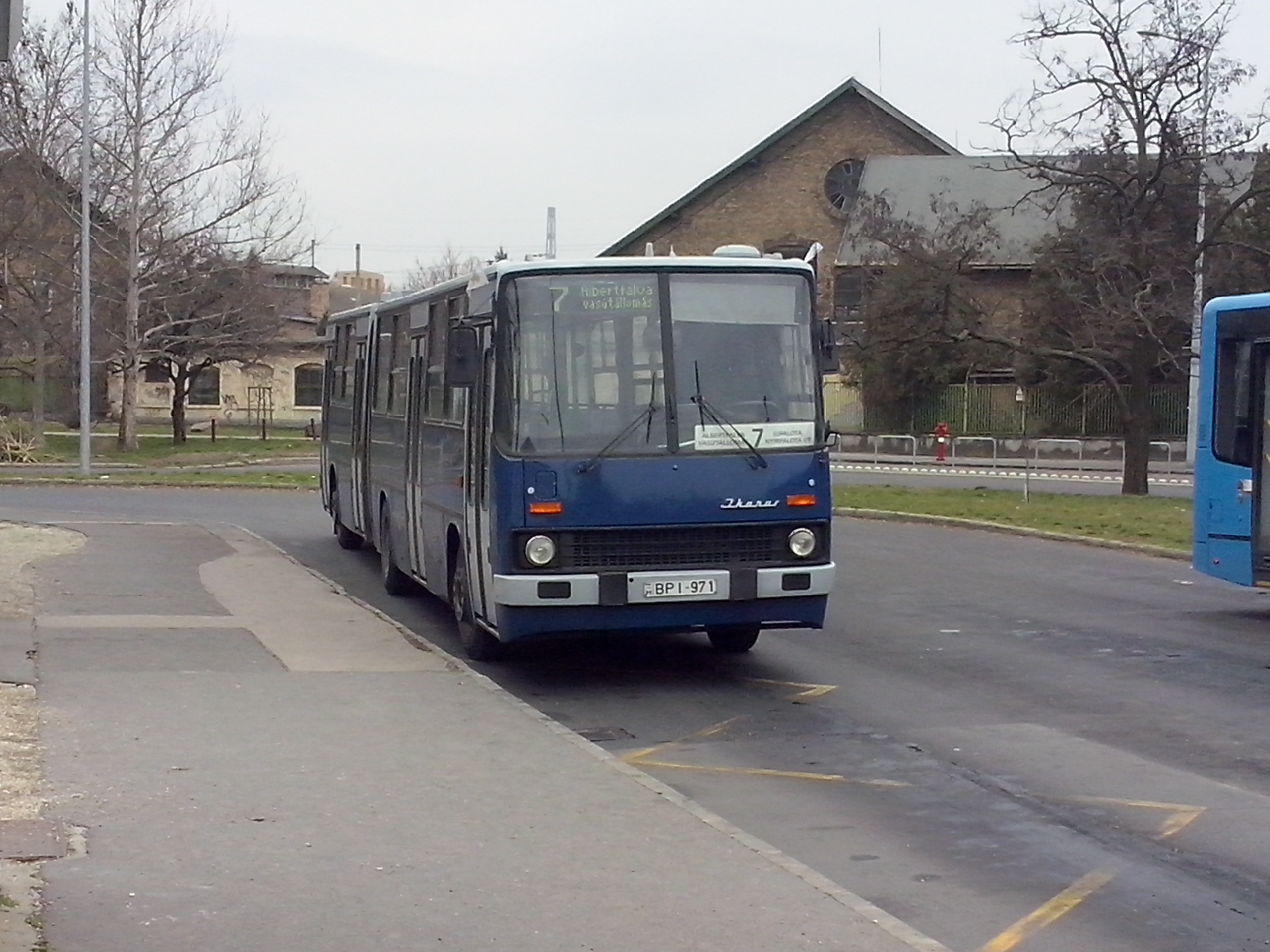
Ikarus 280 az albertfalvai végállomáson
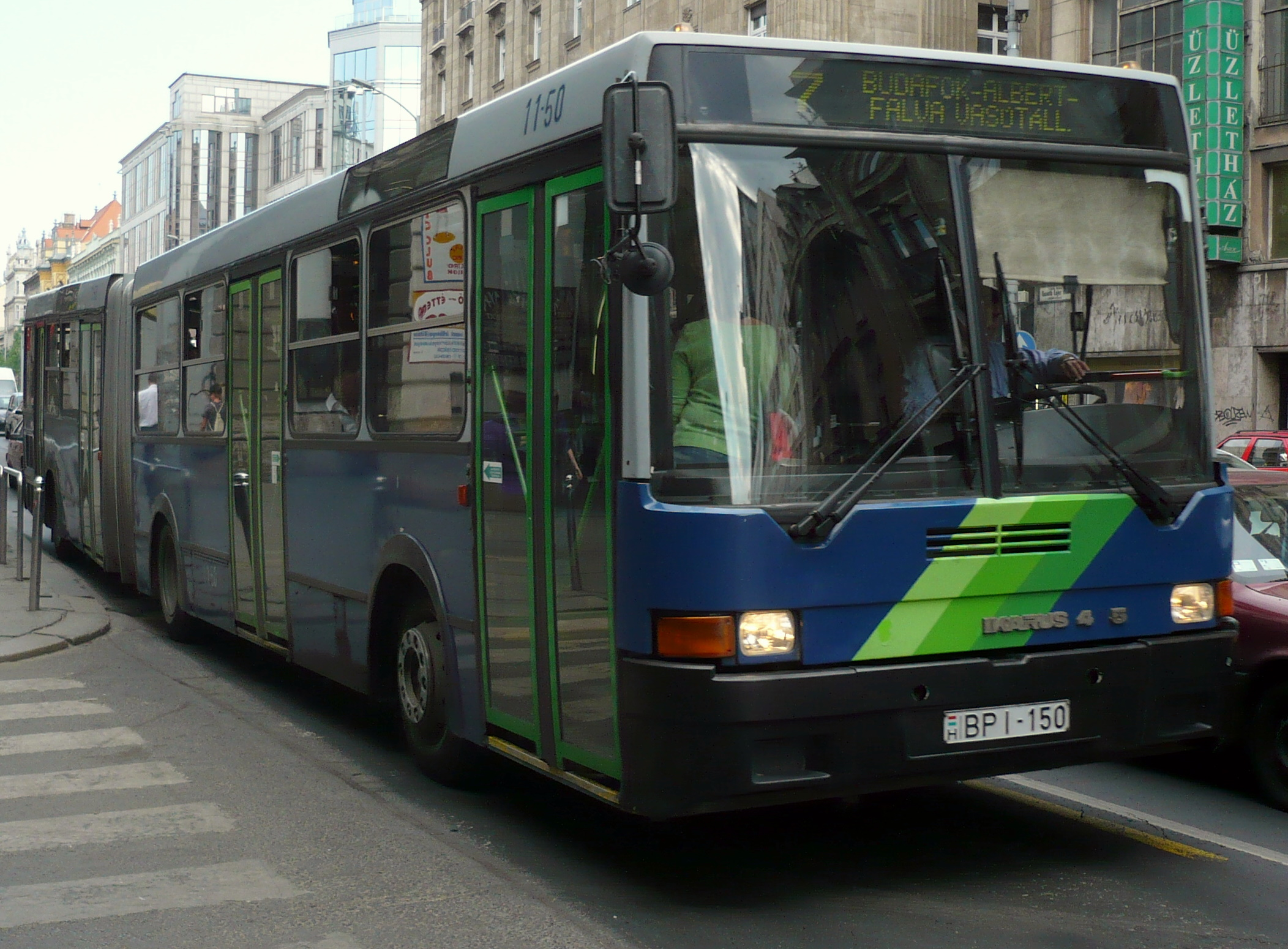
Ikarus 435 a Rákóczi úton
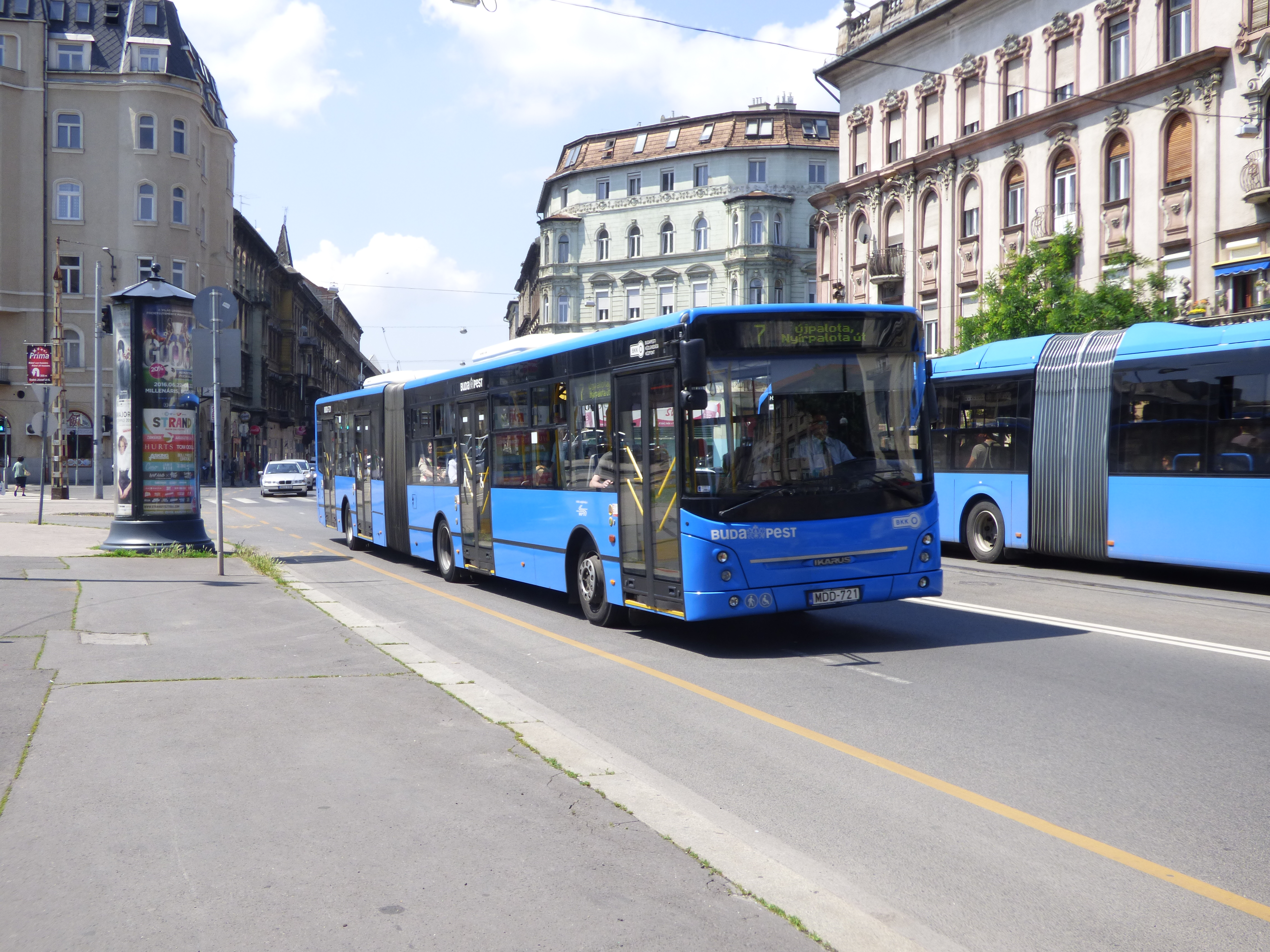
Ikarus V187 a Thököly úton
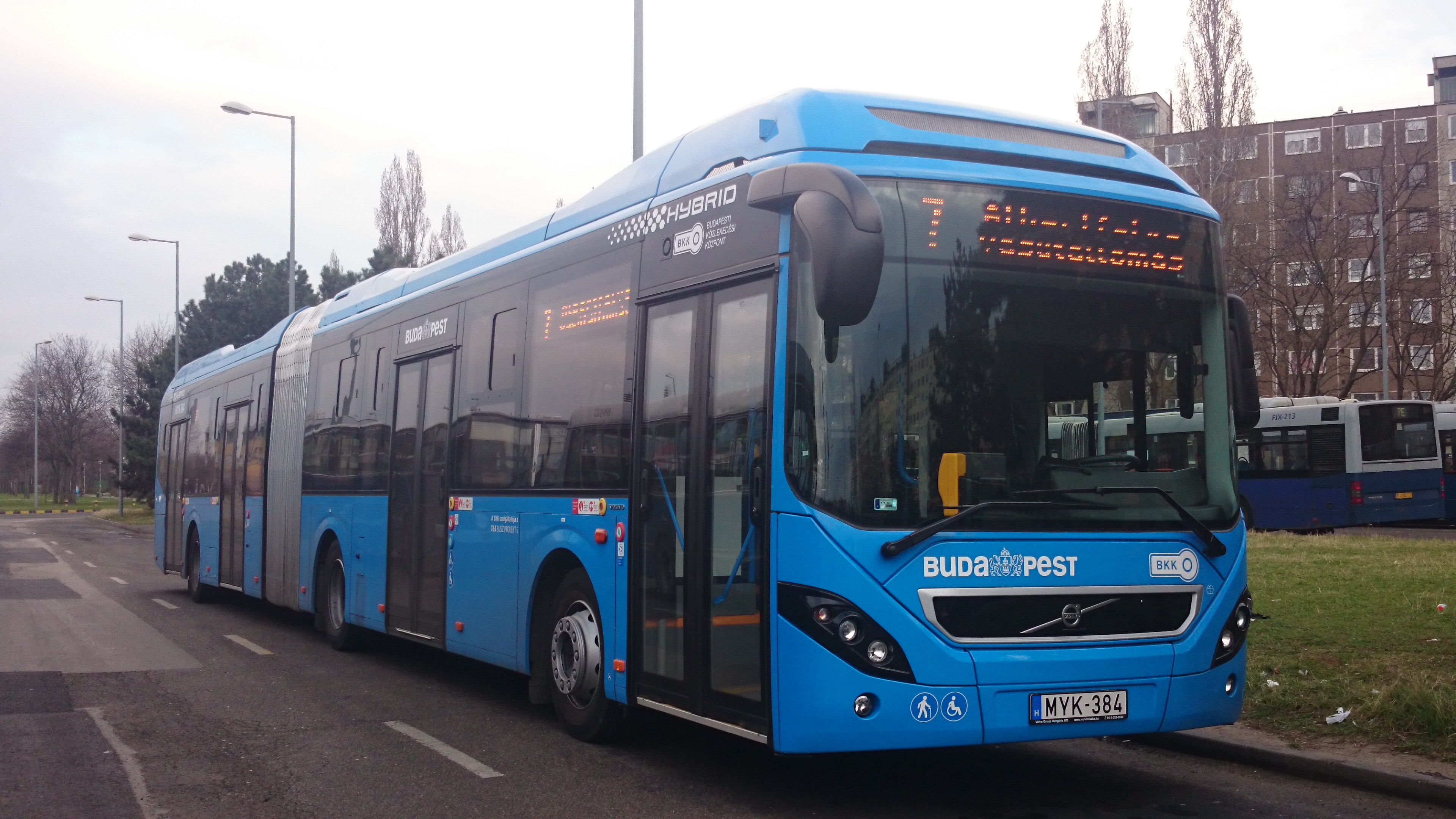
Volvo 7900A Hybrid Újpalotán
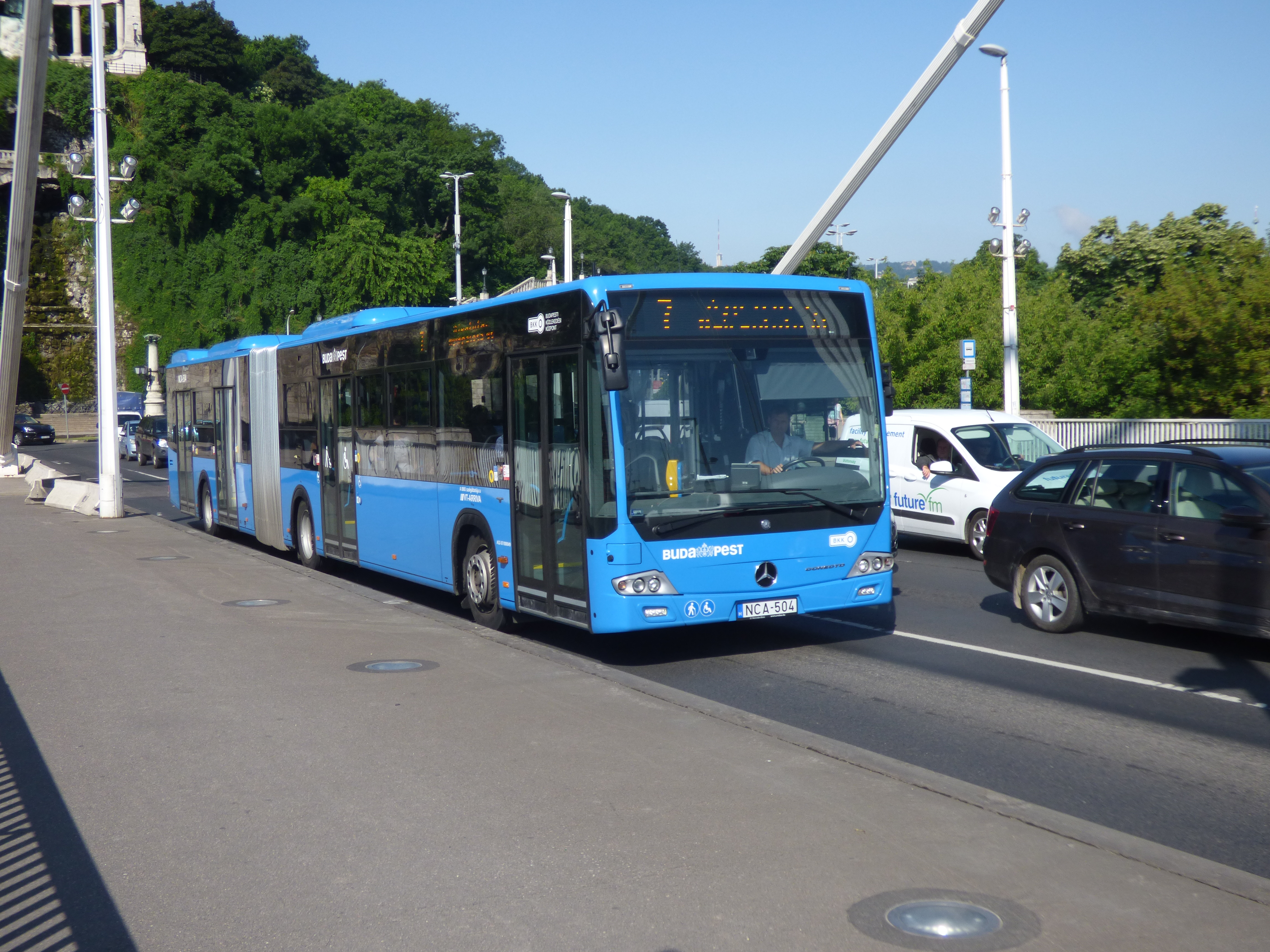
Mercedes Conecto G az Erzsébet hídon
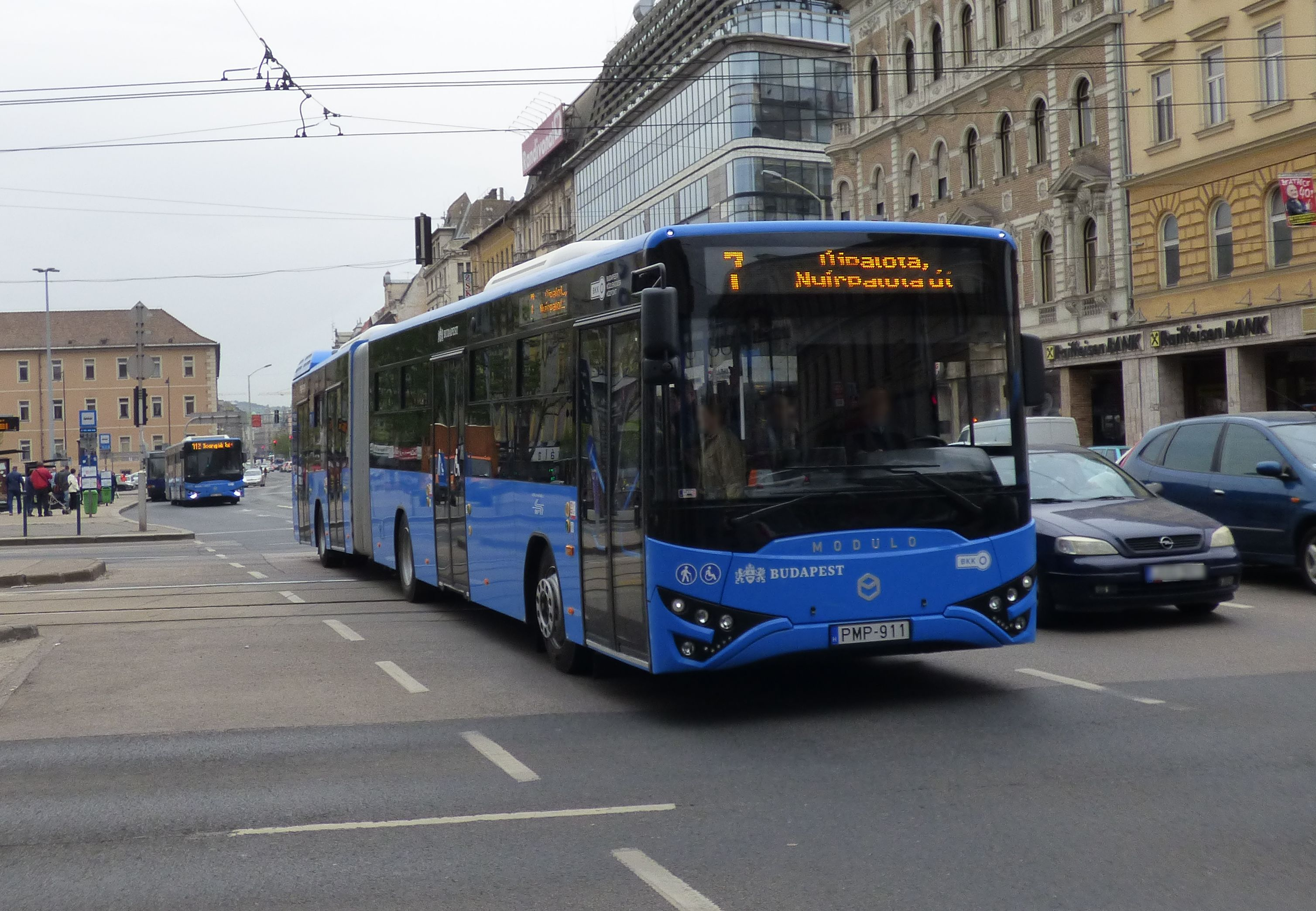
Modulo M168d a Blaha Lujza téren
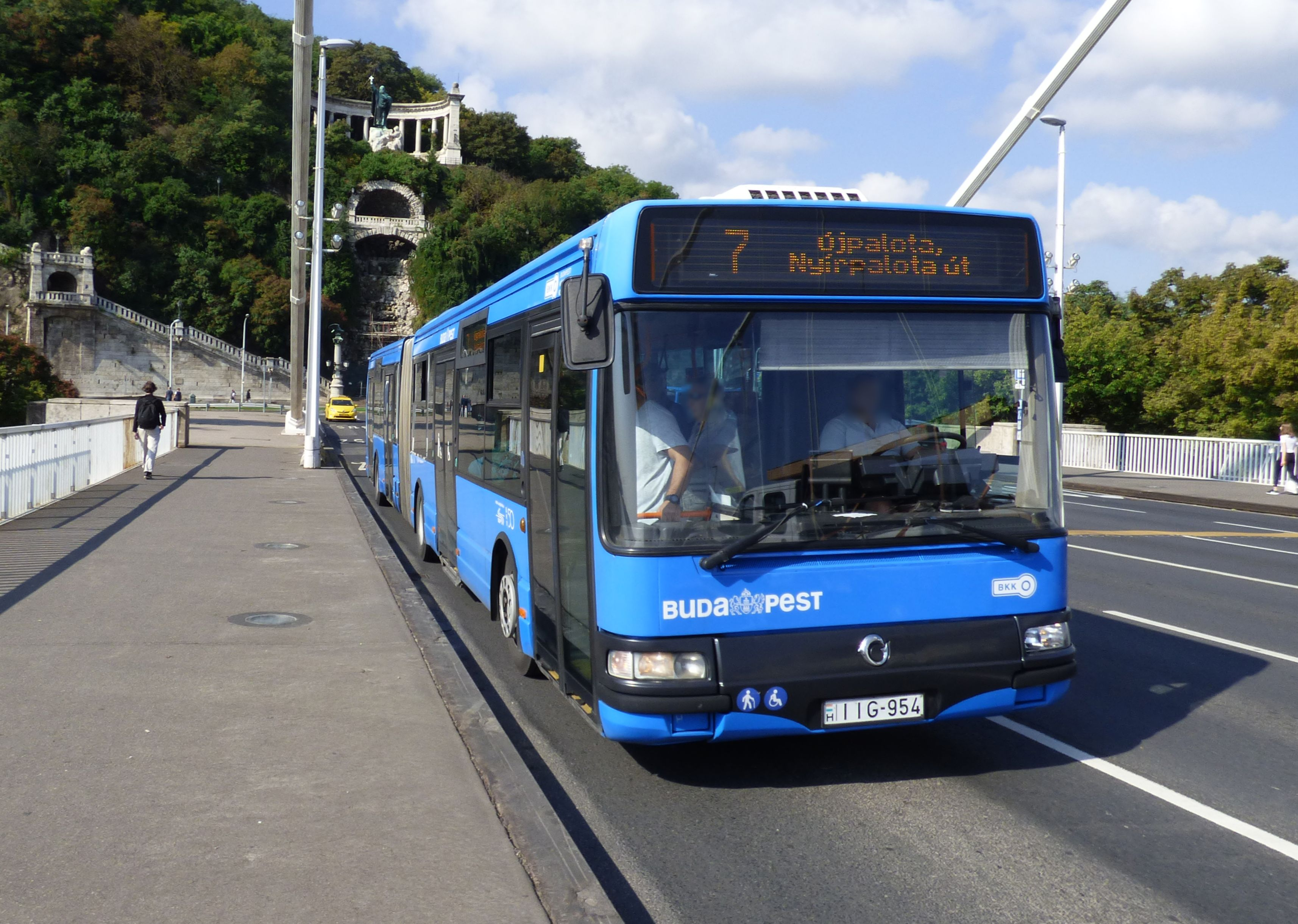
Irisbus Agora az Erzsébet hídon